# Bourgvilain
Bourgvilain ist eine französische Gemeinde mit 360 Einwohnern (Stand: 1. Januar 2022) im Département Saône-et-Loire in der Region Bourgogne-Franche-Comté (vor 2016 Bourgogne). Sie gehört zum Arrondissement Mâcon und zum Kanton La Chapelle-de-Guinchay (bis 2015: Kanton Tramayes).

## Geographie
Bourgvilain liegt etwa 18 Kilometer westnordwestlich von Mâcon.
Nachbargemeinden von Bourgvilain sind Sainte-Cécile im Norden und Westen, Sologny im Osten und Nordosten, Pierreclos im Südosten, Saint-Point im Süden sowie Navour-sur-Grosne im Westen und Südwesten.

## Bevölkerungsentwicklung
| Jahr                      | 1962 | 1968 | 1975 | 1982 | 1990 | 1999 | 2006 | 2011 | 2016 |
| Einwohner                 | 192  | 210  | 275  | 278  | 276  | 321  | 333  | 328  | 326  |
| Quelle: Cassini und INSEE |      |      |      |      |      |      |      |      |      |

## Sehenswürdigkeiten
- Kirche Saint-Denis
- Schloss Corcelle aus dem 15. Jahrhundert, seit 1976 Monument historique

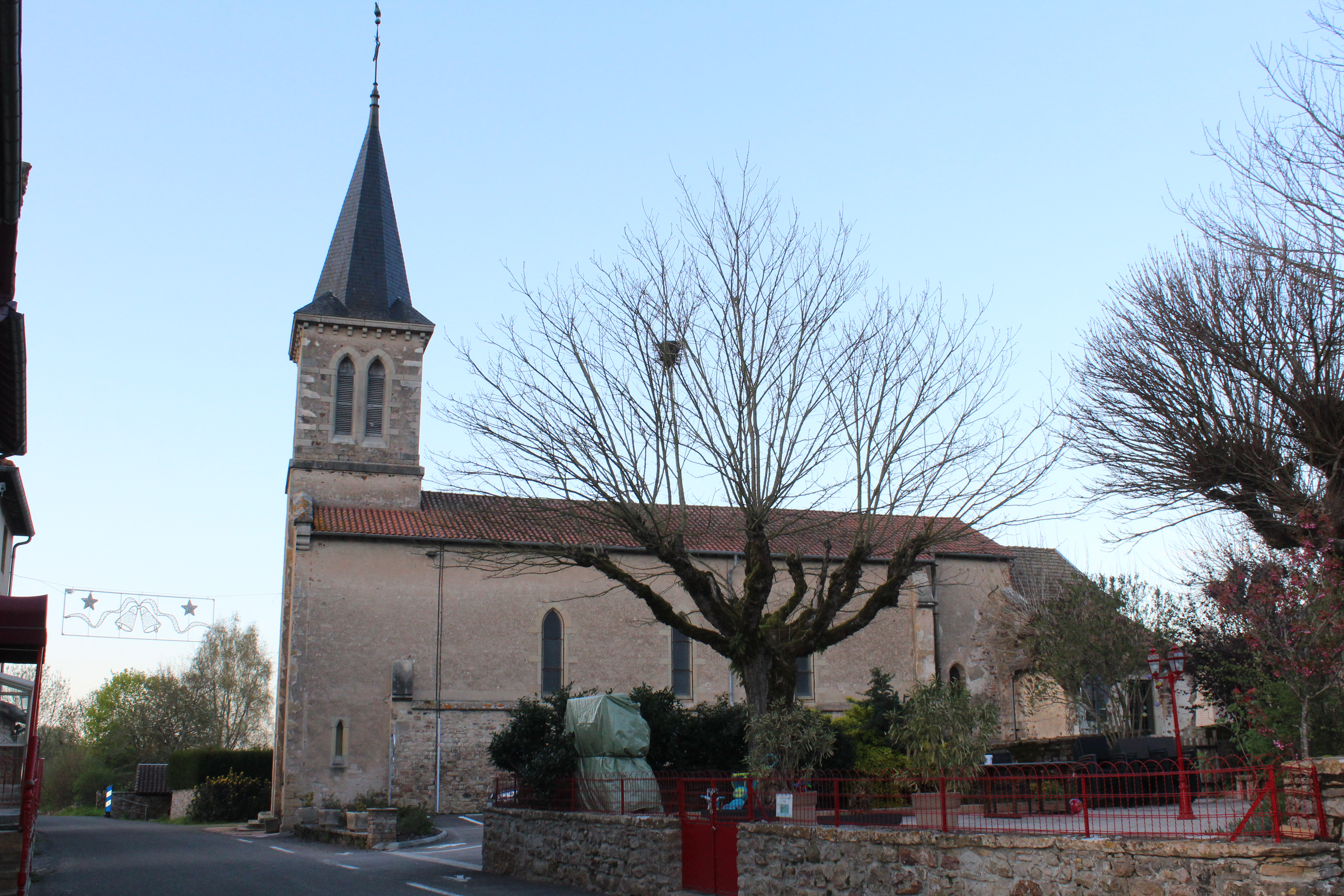
Kirche Saint-Denis
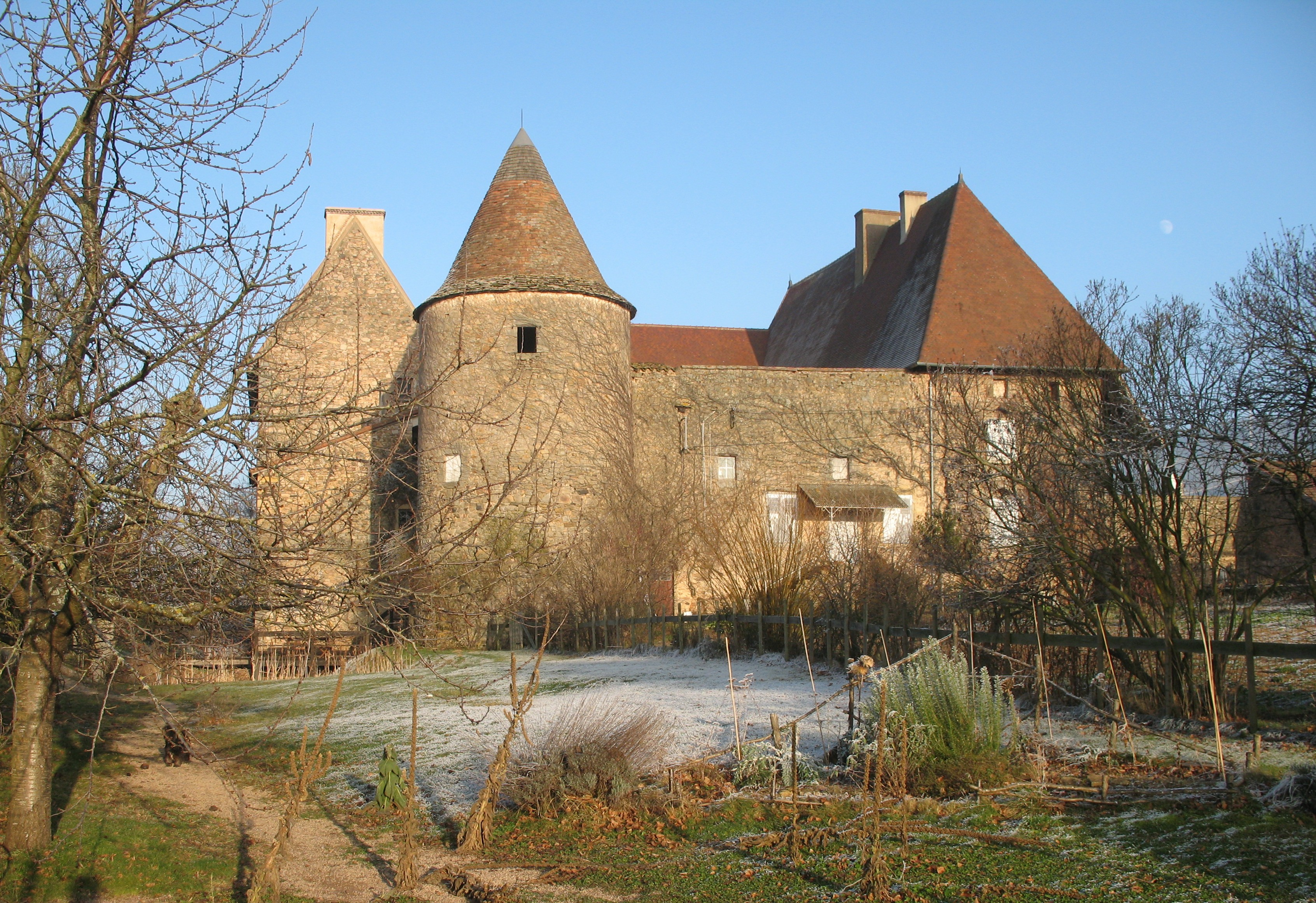
Schloss Corcelle